# Dobrzyniacy
Dobrzyniacy – grupa etnograficzna ludności polskiej zamieszkująca obszar dawnej Ziemi Dobrzyńskiej. Razem z Chełminiakami mówią bardzo zbliżonymi ze sobą gwarami chełmińsko-dobrzyńskimi. 